# Henri de Fougères
Henri de Fougères (mort en 1150) est un baron de Fougères.

## Biographie
Quatrième fils de Raoul Ier de Fougères et d'Havoise de Clare, fille de Richard de Bienfaite et de Rohaise Giffard. Il succède à son frère Méen III dit Frangalo en 1124  en la baronnie de Fougères.
En 1124, il assiste à la dédicace de l'Abbaye de Savigny, dont les terres avaient été données par son père à Saint Vital pour y fonder cette abbaye en 1112. Il donne alors à l'abbaye de nombreuses terres, dont la seigneurie de Moidré.
Vers 1137, il donne asile à Robert II de Vitré, chassé par une révolte de ses sujets ourdie par le duc de Bretagne Conan III. Henri confie alors une troupe à Robert qui entre dans son ancienne baronnie et pille le Vendelais. Conan III propose alors à Henri d'abandonner Robert contre une partie de la forêt de Rennes et la terre de Gahard. Henri renvoi alors Robert et sa famille de ses terres et devient un conseiller intime du duc de Bretagne.
Après quelques années, Henri se décide à suivre les traces de son père en devenant moine de l'Abbaye de Savigny. Il remit en 1150 sa seigneurie à son fils Raoul, règle ses affaires, en profite pour faire de nombreux dons à l'abbaye et prend l'habit religieux. Il décède l'année suivante et est enterré dans le cloître de l'abbaye. Son épouse Olive de Penthièvre se remariera à Guillaume de Saint-Jean.

## Famille et descendance
Henri avait épousé, vers 1115, Olive de Penthièvre fille d'Étienne Ier de Penthièvre et d'Havoise de Guingamp dont 5 enfants :
- Alix (vers 1115 - 1137), qui épouse Robert III de Vitré ;
- Anne (vers 1120), qui épouse Robert de Montfort-le-Hédé ;
- Clémence (vers 1125), qui épouse Robert de Montfort-sur-Risle ;
- Raoul II de Fougères (vers 1128 - 1194), seigneur de Fougères ;
- Guillaume dit l’Angevin (vers 1130 - 20 décembre 1212), seigneur de Coglès, il est le tuteur de son petit-neveu Geoffroy de Fougères.